# Сан Лацаро ди Савена (Пезаро и Урбино)
Сан Лацаро ди Савена је насеље у Италији у округу Пезаро и Урбино, региону Марке.
Према процени из 2011. у насељу је живело 178 становника. Насеље се налази на надморској висини од 132 м.